# Rejon kytmanowski
Rejon kytmanowski (ros. Кытмановский  район) – rejon na terenie wchodzącego w skład Rosji syberyjskiego Kraju Ałtajskiego
Rejon leży w północno-wschodniej części Kraju Ałtajskiego i ma powierzchnię 2,55 tys. km². Na jego obszarze żyje ok. 17,1 tys. osób; całość populacji stanowi ludność wiejska, gdyż w skład tej jednostki podziału terytorialnego nie wchodzi żadne miasto. Ludność rejonu zamieszkuje w 35 wsiach.
Ośrodkiem administracyjnym rejonu jest  wieś Kytmanowo.
Rejon został utworzony w 1937 r.